# Jan III. z Dražic
Jan III. z Dražic (13. století – 21. října 1278 Praha) byl pražský biskup a blízký spolupracovník krále Přemysla Otakara II.

## Původ
Jeho otec patřil k nižší šlechtě, po matce pocházel z významného rodu pánů z Dražic a jeho strýc byl biskup Jan II. z Dražic. Šlechtický predikát „z Dražic“ mu tedy přísně vzato nepatří, přesto je tak často nazýván.

## Činnost

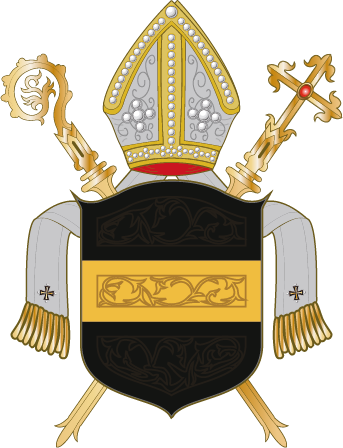
Znak pražské diecéze

Po smrti biskupa Mikuláše z Újezda byl zvolen jeho nástupcem a 12. května 1258 ve Vídni vysvěcen. Byl věrným přívržencem Přemysla Otakara II. a vykonával pro něho různé diplomatické úkoly. Roku 1264 vysvětil královskou kapli Všech svatých na Pražském hradě a roku 1266 ho papež Klement IV. pověřil vymáháním statků, které hrabě Jindřich Bavorský neprávem odňal salcburskému arcibiskupovi Vladislavovi. Roku 1267 se zúčastnil synody ve Vídni a roku 1274 byl na Druhém koncilu v Lyonu.
Roku 1269 dal postavit novou kazatelnu v chrámu svatého Víta v Praze, o rok později opravit věž a 1276 pokrýt střechu kamennými deskami a osadit nová barevná okna s biblickými výjevy. Za jeho episkopátu byla založena řada nových klášterů, například Vyšší Brod, Zlatá Koruna, České Budějovice, Plzeň, Cheb a další.
Biskup Jan III. zemřel 21. října 1278 v Praze. Byl pohřben do biskupské krypty v katedrále sv. Víta za oltářem sv. Víta, fragmenty jeho ostatků byly nalezeny při průzkumu roku 1928 a uložen ve sbírkách Pražského hradu.